# Maria Stuart
Maria Stuart (engelska: Mary Stuart eller Mary Stewart), född 8 december 1542 på Linlithgow Palace i West Lothian i Skottland, död 8 februari 1587 (avrättad) på Fotheringhay Castle i Northamptonshire i England, var regerande drottning av Skottland från 1542 till 1567 och i sitt äktenskap med kung Frans II drottning av Frankrike från 1559 till 1560. I Storbritannien kallas Maria Stuart populärt för Mary, Queen of Scots (Maria, skottarnas drottning).
Maria Stuart var dotter till Jakob V av Skottland och Maria av Guise och blev mor till kung Jakob VI av Skottland (Jakob I av England) i sitt andra äktenskap med sin halvkusin Henry Stuart Darnley. Efter hans död blev hon enligt vissa uppgifter bortrövad och kanske tvingad in i ett tredje äktenskap med James Hepburn, 4:e earl av Bothwell 1567. Efter att samma år ha tvingats fly från Skottland levde hon tjugo år i fångenskap i England, där hon slutligen dömdes till döden och avrättades. Detta efter att ha avslöjats med att ha ingått i en komplott med syfte att mörda Englands drottning, Elisabet I, vars tron hon räknade med att ärva.

## Biografi

### Barndom
Maria Stuart blev bara några dagar gammal drottning av Skottland sedan hennes far, Jakob V, avlidit. Jakob V:s mor, Margareta Tudor, var syster till kung Henrik VIII av England, vilket kom att besegla Maria Stuarts öde.   Detta utspelade sig under reformationstiden, och det katolska partiet i England ansåg drottning Elisabet I som illegitim, eftersom hon var född i Henrik VIII:s andra äktenskap, ingånget efter en av påven ej tillåten annullering av hans första äktenskap. Maria Stuart var alltså enligt katolsk uppfattning Englands drottning, då hon var närmaste arvinge till Henrik VIII. I samma stund som Henrik VIII:s dotter drottning Maria I av England avled år 1558, blev Maria Stuart i katolska ögon Englands drottning, då de inte accepterade att Elisabet hade arvsrätt till tronen. 
Under Maria Stuarts minderårighet fungerade James Hamilton, hertig av Châtellerault som Skottlands regent. Han var besläktad med ätten Stuart och stod närmast i tur i tronföljden, medan kardinal David Beaton var Skottlands verkliga regent. Henrik VIII av England önskade ena Skottland och England genom att tvinga igenom en förlovning mellan Maria och Englands kronprins, den senare Edvard VI av England. Den 1 juli 1543 trolovades de två barnen genom fördraget i Greenwich. 
Henrik VIII framställde dock en rad krav som väckte ogillande, så som att Maria Stuart skulle uppfostras i England. Det faktum att trolovningen innebar en riktning mot protestantismen väckte även det ogillande hos den skotska regenten, och bidrog till hans förändrade attityd mot förlovningen. Redan 27 juli fördes Maria Stuart och hennes mor från det obefästa slottet Linlithgow till det välbefästa fortet Stirling Castle, vilket uppfattades som ett sätt att undvika att hon fördes till England. Den 9 september kröntes Maria Stuart till Skottlands drottning i kapellet på Stirling Castle. I december återupplivades Auld-alliansen mellan Skottland och det katolska Frankrike mot det protestantiska England, och födelsen av en son till Henrik II av Frankrike i januari 1544 innebar möjligheten till ett annat äktenskap för Maria Stuart.  Brytningen av trolovningen och alliansen med England resulterade i en engelsk attack på Skottland känd som the Rough Wooing, då bland annat huvudstaden förhärjades av engelska trupper. 
De skotska protestanternas mord på kardinal Beaton 1546 fick den skotska regenten att be om franska trupper för att slå ned protestanterna. Detta följdes av en engelsk attack och ett skotskt nederlag mot engelsmännen under Slaget vid Pinkie Cleugh 1547, under vilket Maria Stuart sändes till klostret Inchmahome av säkerhetsskäl. Engelsmännen ockuperade nu södra Skottland och förslag höjdes om att evakuera Maria för att undvika att hon tillfångatogs av engelsmännen. 
I juni 1548 anlände franska hjälptrupperna till Skottland. Henrik II av Frankrike föreslog ett äktenskap mellan Maria och Frankrikes kronprins, den senare Frans II av Frankrike, i enlighet med alliansfördraget mellan Frankrike och Skottland mot England. Genom äktenskapet skulle de två länderna så småningom förenas. Den franske kungen lovade i utbyte att försvara Skottland mot engelsmännen och evakuera Maria från Skottland. Barnen trolovades officiellt i juli. 
Maria Stuart lämnade Skottland 7 augusti på den franska kungens egen galär, utan sin mor men med ett stort skotsk följe under hennes beskyddare Lord Erskine och hennes guvernant Lady Janet Stewart. Även Maria Stuarts två utomäktenskapliga halvbröder Robert och James följde med på resan, och en rad barn ur den skotska adeln. Fyra unga flickor valdes av hennes mor Maria av Guise från prominenta skotska familjer, vilka hade nära bindningar med både det kungliga huset Stuart och till Frankrike, för att vara hovdamer åt hennes dotter Maria Stuart. Dessa fyra adelsflickor var: Mary Beaton, Mary Seton, Mary Fleming och Mary Livingston. Då de alla (liksom för övrigt Maria Stuart) hette Mary kallades de populärt för The Four Marys. Av dessa fyra förblev Mary Seton i Maria Stuarts tjänst resten av dennas liv och delade bland annat hennes fångenskap i England. Havsresan blev riskabel då skeppen valde en lång omväg runt Cornwall för att undvika eventuella engelska försök att tillfångata dem, och det rådde svår storm.

### Uppväxt i Frankrike

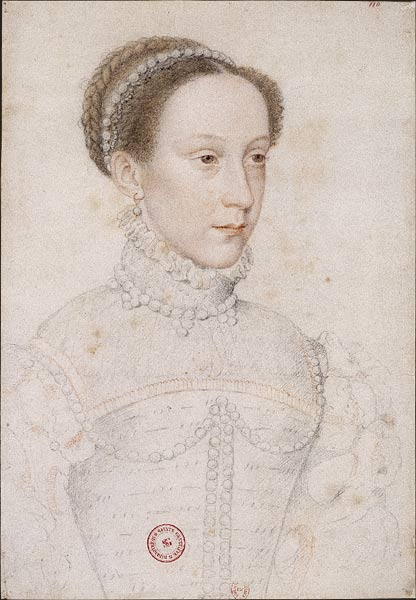
Maria Stuart.

13 augusti 1548 anlände den femåriga Maria Stuart till Roscoff i Bretagne i Frankrike. Den franske kungen var vid denna tid utomlands och kunde inte välkomna henne, men på vägen till det franska hovet välkomnades hon av sin mors släktingar ur ätten Guise; sin mormor Antoinette de Bourbon, och sina morbröder hertigen av Guise och kardinal de Lorraine. Hon mötte också sin franska halvbror (moderns son i första äktenskapet) som kallade henne den mest charmerande syster som fanns. Hon fortsatte från kusten till Morlaix och därifrån till slottet Saint-Germain-en-Laye, där de franska kungabarnen bodde. Då hon slutligen fick möta Henrik II i november 1548, kallade han henne det mest perfekta barn han hade sett. 
Henrik II hade gett order om att Maria Stuart skulle ges företräde framför hans egna döttrar, eftersom hon redan var drottning, och dessutom trolovad med kronprinsen och skulle bli kronprinsessa och drottning av Frankrike en dag. 
Hon uppfostrades i den kungliga franska barnkammaren med de franska kungabarnen, som uppfostrades av Jean och Françoise d'Humières under överinseende av Diane de Poitiers, och fick dela rum med prinsessan Elisabet. 
Henrik II ville avskeda hennes skotska personal, då fransmännen främst ville uppfostra henne till att bli drottning av Frankrike och ansåg allt skotskt barbariskt, men Marias mor utverkade att de fick stanna kvar i utbyte mot att även fransk personal skulle anställas. Maria hade ungefär samma personal fram till sitt giftermål. Hon hade 16 kvinnor (10 av dem skotska) och 15 män anställda 1549-1553: hon behöll sin guvernant (egentligen hovmästarinna) Lady Janet Stewart och sin sköterska Jean Sinclair, kompletterad av fransyskan Mahanet de Essartz, Dame de Curel, som dame d'Atours, och sex skotska hovfröknar, utöver de fyra Mariorna även Agnes Fleming och Barbara Hamilton.
Janet Stewart avskedades 1551 sedan hon fått ett barn med den franska kungen, och ersattes av Françoise de Paroy. 
Maria Stuart gjorde succé vid det franska hovet med sin skönhet, charm och begåvning. Hon lärde sig snabbt tala och skriva franska flytande. Hon lärde sig spela luta och virginal, skrev prosa och poesi, lärde sig rida, jaga med falk och brodera, och tala franska, italienska, latin, spanska och grekiska. Hon beskrevs som söt som barn och en skönhet som vuxen, och som populär hos alla utom drottning Katarina av Medici.

### Frankrikes drottning

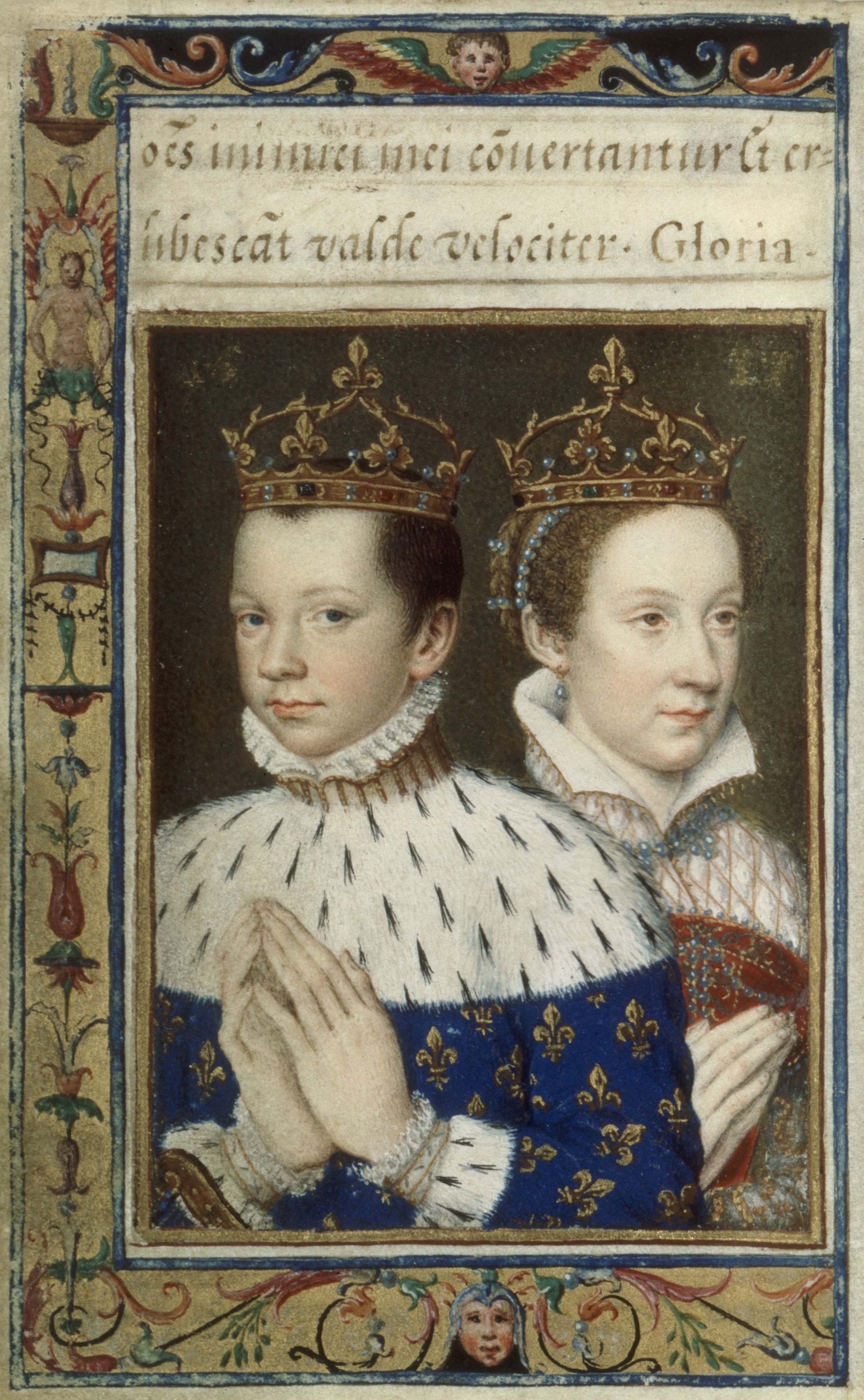
Frans II av Frankrike och Maria Stuart.

År 1554 lämnade hon formellt barnkammaren och började närvara vid hovet som vuxen. Hon kom då under starkt inflytande från sina morbröder hertigen av Guise och kardinal de Lorraine, som fungerade som hennes förebilder i statskunskap. Trots att familjen de Guise i Frankrike stod för katolsk fanatism, tycks kardinal de Guise hos Maria Stuart ha uppmuntrat ett tolerant synsätt;  kanske för att synen på religiös tolerans under denna tid i mycket grundades på hur ordningen bäst upprätthölls i en stat,  och tolerans framstod som det bästa i Skottlands fall. I april 1554 blev hennes mor formellt hennes regent och ställföreträdare i Skottland när de skotska ständerna bekräftade denna ställning, och från följande år sände Maria Stuart på uppmaning av sin morbror kardinalen blankdokument med sin egen underskrift till modern för att underlätta för hennes regentskap.
I Frankrike erkändes hennes anspråk på den engelska tronen i enlighet med det katolska Europas uppfattning om den engelska tronföljden, vilket gav Maria stor politisk betydelse. I franska ögon blev hon Englands drottning när Mary Tudor avled år 1558. Hon hade som femåring trolovats med Frankrikes kronprins, den senare Frans II av Frankrike. Maria och Frans ska ha tyckt om varandra redan som barn och hade en nära relation under hela sin uppväxt.  Den 24 april 1558 vigdes hon som femtonåring i Notre Dame i Paris med den fjortonårige kronprins Frans. Före vigseln undertecknade Maria dessutom i hemlighet ett fördrag där hon överlät Skottland och sina anspråk på den engelska tronen till Frankrike om hon skulle dö barnlös.  Om äktenskapet resulterade i en son, skulle denna ärva både Skottland av sin mor och Frankrike av sin far, utöver Marias anspråk på England.  Bara om äktenskapet enbart resulterade i döttrar skulle Skottlands självständighet bevaras, eftersom en dotter kunde ärva Skottlands tron men inte Frankrikes, då Frankrike saknade kvinnlig tronföljd. 
Hennes svärfar, Henrik II, avled under en tornering år 1559. Frans besteg då den franska tronen, och Maria blev därmed drottning av Frankrike i egenskap av hans gemål. Maria blev aldrig krönt till Frankrikes drottning eftersom hon redan hade genomgått en kröning, men hon närvarade vid Frans kröning i Reims. 
Som Frankrikes drottning fick hon en personal på 290 personer, av vilka 44 var kvinnor och 27 hovdamer, de flesta av dem hennes franska släktingar eller "ärvda" av hennes företrädare.
Huruvida äktenskapet blev fullbordat eller ej är inte bekräftat, på grund av Frans dåliga hälsotillstånd, och olika personer gjorde olika bedömningar av saken. Venedigs ambassadör, till exempel, gissade att äktenskapet var fullbordat. Maria och Frans fick inga barn. Under Frans II:s korta regeringstid kunde hennes morbröder hertig de Guise och kardinal de Lorraine, tack vare hennes ställning som drottning, utöva stor makt över regeringen. 
Frans II avled 1560, endast två år efter bröllopet. Vid hans död skrev Maria Stuart denna dikt:
| ”                     | Sans cesse mon cœur sent le regret d'un absent, si parfois vers les cieux viens à dresser ma veue, le doux traict de ses yeux, je vois dans une nue; soudain je vois dans l'eau comme dans un tombeau. Si je suis en repos, sommeillant sur ma couche, je le sens qu'il me touche: en labeur, en recoy, toujours est prés de moy. My heart feels ceaselessly, for his loss to me. Sometimes in such a place, his image comes to me. The sweet smile on his face, up in a cloud I see. Then sudden in the mere, I see his funeral bier. When I lie quietly, sleeping upon my couch, I hear him speak to me, and I can feel his touch. In my duties each day, he is near me always. | „ |
| Mary Stuart: The Poet | |   |

Efter Frans död iakttog Maria den traditionsenliga sorgeperioden på ett år, under vilken den franska änkedrottningen skulle leva isolerad för att säkerställa att hon inte var gravid. När denna tid var ute, förberedde sig Maria på att återvända till Skottland. Hon var inte omtyckt av sin före detta svärmor Katarina av Medici, som nu blivit Frankrikes regent under den nye kungens minderårighet.

### Återkomsten till Skottland

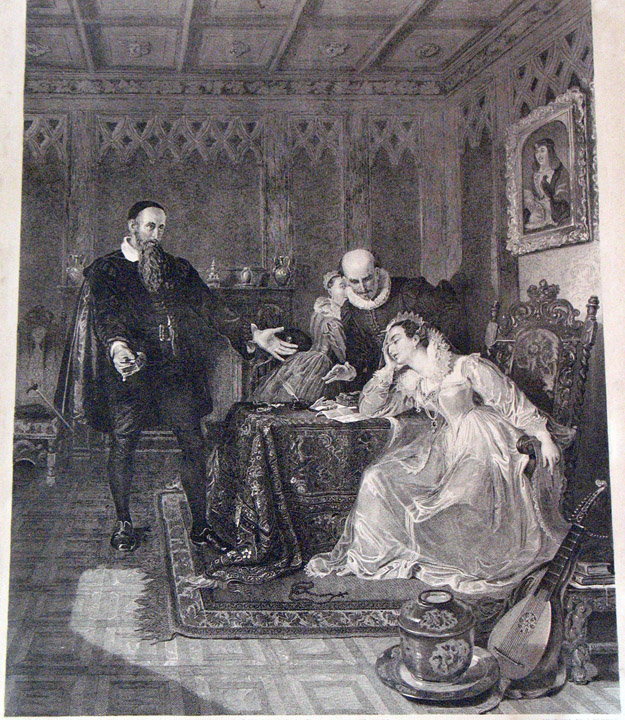
John Knox och Maria Stuart.

När Maria Stuart den 19 augusti 1561 återvände till Skottland efter Frans II:s död, hade protestantismen hunnit bli den ledande religionen i landet, samtidigt som drottningen själv var katolik. Regeringen i Skottland hade sedan hennes mors död året innan handhafts av Maria Stuarts halvbror, greven av Moray. Skottland var vid denna tidpunkt instabilt och behärskades av motsättningarna mellan det fransk-katolska partiet och det engelsk-protestantiska partiet Lords of the Congregation. Vid sin ankomst möttes hon med skepticism av protestanterna under ledning av reformatorn John Knox, medan katolikerna förväntade sig att hon skulle inleda en motreformation. 
Maria säkerställde stöd från protestanterna genom att låta reformationen i Skottland fortgå och nöja sig med att erhålla tillstånd att privat få lov att hålla katolsk mässa, även om hon möjligen hoppades kunna förstärka sin ställning längre fram.  
Hon lät också de flesta protestantiska lorderna behålla sina poster och ingå i hennes råd, däribland regenten greven av Moray, som blev hennes rådgivare. Detta skapade missnöje bland Skottlands katolska parti. 
John Knox blev känd som en av hennes främsta fiender, då han i sina predikningar framhöll henne som olämplig att regera på grund av sitt kön, och kritiserade hennes katolska religion och vad han såg som det syndiga franska flärd och lättsinne som han ansåg pågick vid hennes hov, där många i hennes personal var franska katoliker. 
Maria hade minst nio hovdamer av vilka flera var franska: antingen infödda fransyskor, som Guyonne de Breuil, Ysabella Camp demoiselle de Cobron och Suzanne Constant förfranskade skotskor som de fyra mariorna, eller fransyskor bosatta i Skottland, som Jeanne de la Rainville eller Marie Pierres; och vid ett omtalat tillfälle när John Knox lämnade Marias rum efter ett möte, konfronterade Knox hennes franska hovdamer i förrummet och varnade dem om att de en dag skulle bestraffas för sina synder.
Maria gjorde misslyckade försök att ingripa mot Knox. 
Maria tog också tag i frågan om sin plats i den engelska tronföljden, och inledde förhandlingar med Elisabet I av England för att reda ut saken. Maria accepterade att Elisabet nu satt på Englands tron istället för henne, men begärde att hon skulle få bli den ogifta Elisabets tronarvinge. Elisabet vägrade att göra något klart och tydligt uttalande om saken, och sade endast att hon inte kunde se någon som stod närmare tronen än Maria. Ett möte mellan de båda drottningarna avtalades och skulle äga rum i England under 1562. Detta år utbröt dock hugenottkrigen i Frankrike, och Elisabet ställde därför in mötet.
År 1563 utspelade sig en skandal vid Marias hov, då den franska poeten Pierre de Boscosel de Chastelard, som hade förälskat sig i henne, gömde sig i hennes sovrum med syfte att överraska henne om natten då hon var ensam, men blev upptäckt och avrättad.

### Darnley

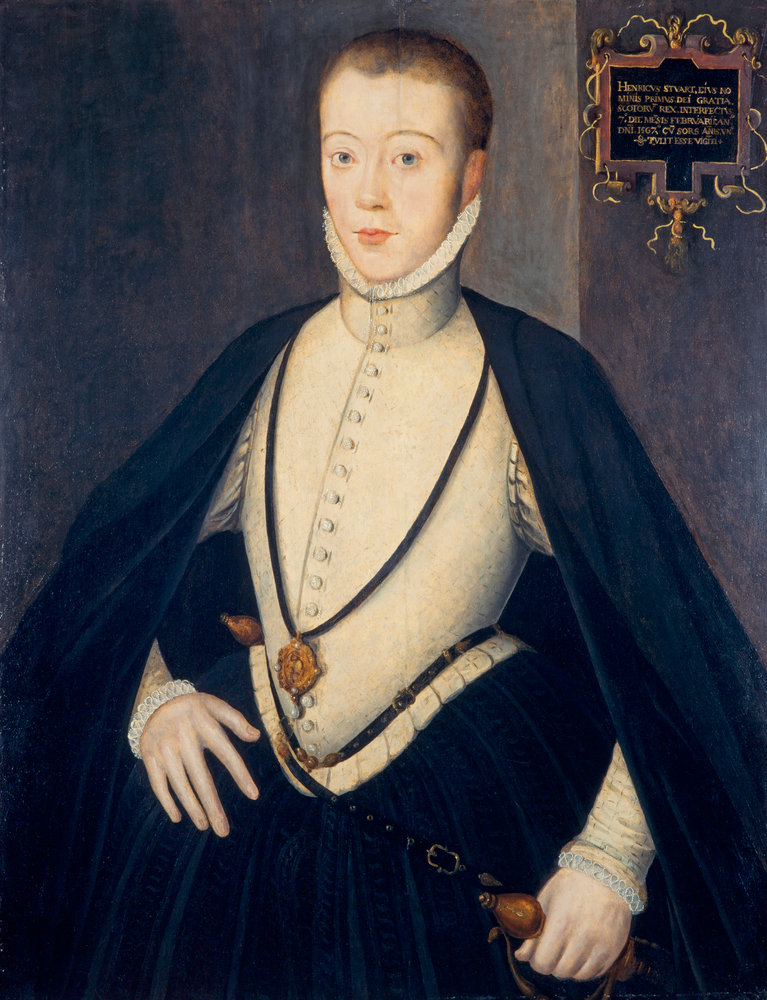
Henry Stuart Darnley, Maria Stuarts andre make.

Efter sin återkomst till Skottland inledde Maria förhandlingar för ett nytt giftermål för att säkerställa tronföljden. Bland de kandidater som förekom fanns ärkehertig Karl av Österrike, Erik XIV av Sverige och Spaniens kronprins Don Carlos. Maria avböjde Karl av Österrike då hennes morbror kardinal de Lorraine hade inlett dessa förhandlingar mot hennes vilja. Själv föredrog hon Don Carlos, men fick ett nej av dennes far. Elisabet I av England erbjöd av oklar anledning sin favorit Robert Dudley, som dock själv var ovillig. 
När hon den 29 juli 1565 gifte sig med sin engelska halvkusin Henry Stuart, lord Darnley, uppstod maktpolitisk instabilitet, eftersom hennes arvskrav på England då stärktes. Darnley var dotterson till Marias farmor Margaret Tudor av England i dennas andra äktenskap, vilket innebar att även han hade arvsrätt till den engelska tronen. Deras anspråk förenades vid deras giftermål, vilket ogillades av Elisabet. Han var också katolik, och giftermålet sågs i Skottland som ett uttryck för Marias önskan att rekatolicera Skottland. 
Halvbrodern greven av Moray gjorde på grund av giftermålet uppror mot Maria Stuart i augusti 1565 tillsammans med lorderna av Argyll och Glencairn. Maria jagade deras trupper kring Skottland i en strid som blev känd som Chaseabout Raid. Maria fick ett värdefullt stöd av James Hepburn, 4:e earl av Bothwell och hans trupper, och fick snart övertaget.  Moray flydde från Skottland i oktober. 
Det bildades en sammansvärjning, som närmast var riktad mot Marias italienske sekreterare, David Rizzio, och han dödades av skotska adelsmän med Darnley i spetsen i mars 1566. Mordet ägde rum i Marias privata rum, och Rizzio stacks ned med kniv i närvaro av den gravida drottningen. Darnley hade övertalats att delta av samma lorder som hade deltagit i Morays uppror under Chaseabout Raid, sedan de hade övertygat honom om att Rizzio var far till Marias väntade barn. Maria, som sedan i praktiken befann sig i mördarnas kontroll, tvingades sedan ta emot och försona sig med Moray. Dock lyckades Maria övertyga Darnley att fly och därmed befria sig från deras kontroll. Vid sin återkomst till Edinburgh försonade sig Maria med konspiratörerna, och såg sig tvungen att acceptera att Moray, Argyll och Glencairn åter tog plats i rådet. 
Hon födde i juni 1566 en son, sedermera Jakob VI (Jakob I av England), men äktenskapet med Darnley förblev, trots sonens födelse, olyckligt.  Darnley väckte motvilja på grund av sitt arroganta uppträdande och sitt krav på att få bli utnämnd till Marias medregent och kung genom äktenskap (jure uxoris), något Maria vägrade gå med på.

### Bothwell

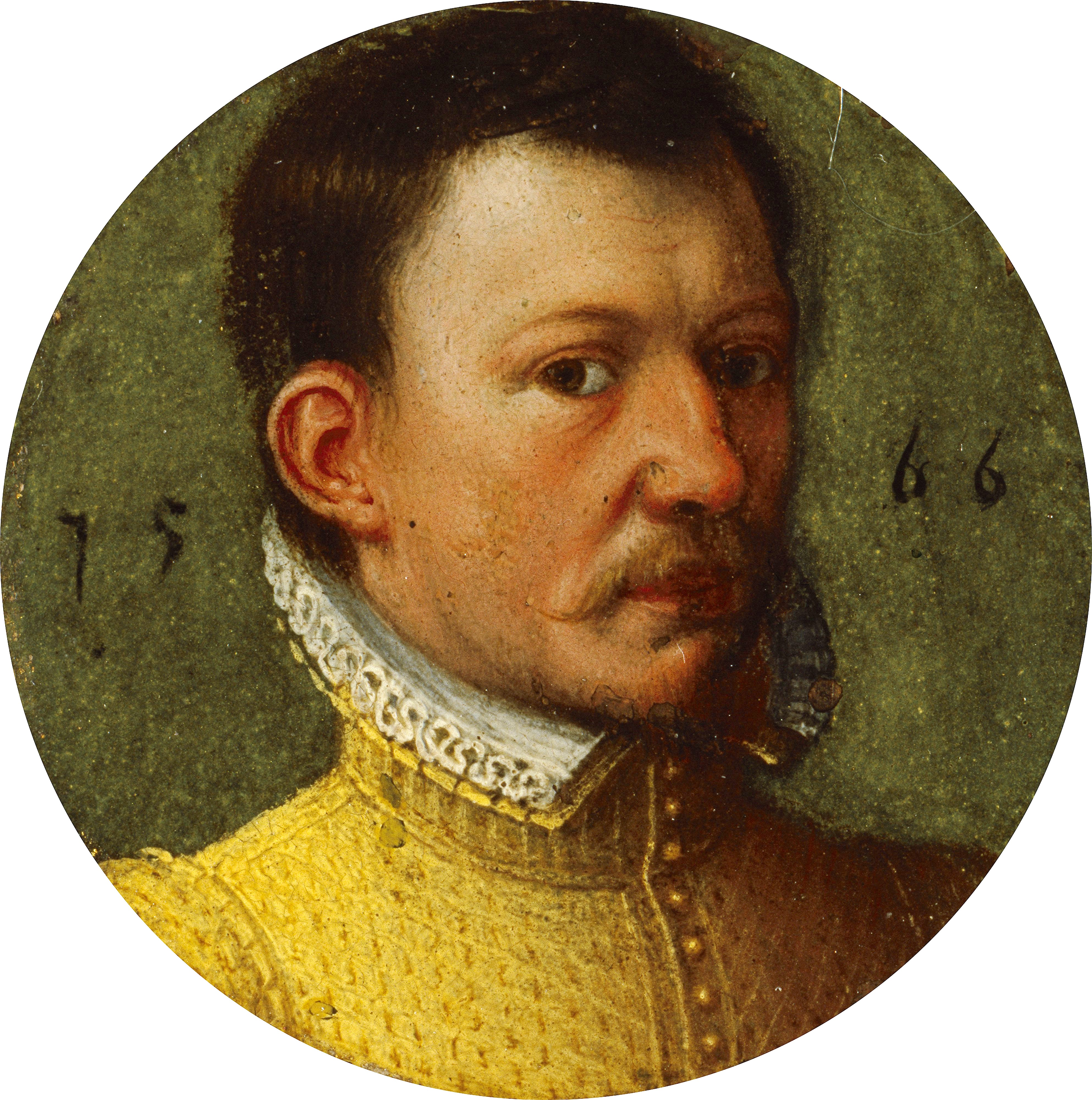
James Hepburn, 4:e earl av Bothwell, Maria Stuarts tredje make.

Darnleys krav på att bli Skottlands regent väckte opposition och motstånd bland Marias anhängare, bland vilka den mest framträdande var James Hepburn, 4:e earl av Bothwell. I november 1566 höll Maria ett hemligt möte med ett råd av adelsmän för att diskutera "Problemet Darnley", och skilsmässa föreslogs som ett av alternativen. 
Bothwell kom att leda en sammansvärjning mot Darnley, och när denne låg sjuk i koppor i Kirk of Fields i Edinburgh i februari 1567 sprängdes hans hus i luften; hans kropp återfanns i närheten. 
Det uppkom genast rykten om att Bothwell var Darnleys mördare, och att Maria hade blundat för mordplanerna för att få gifta sig med honom. 
Inom den historiska forskningen är det ännu idag omstritt huruvida Maria kände till mordplanerna på sin make. Frågan om detta sammanhänger med några brev från Maria till Bothwell, de så kallade kassettbreven. I det långa Glasgow-brevet från Maria till Bothwell skiver hon bland annat: "Förbannad vare denna koppärriga varelse (Darnley) som vållar mig så mycket plåga" och hon bedyrar även sin kärlek till Bothwell ("Det är min önskan att vara i Era armar, min kära älskade"). Hon var beredd att vad som än hände gå genom liv och död med honom. Kassettbrevens äkthet stöds av till exempel författaren Stefan Zweig, medan flera andra forskare, till exempel Starkey och Alison Weir, anser att de åtminstone delvis kan vara förfalskade.
Bothwell anklagades för mordet men frikändes efter en bara sju timmar lång rättegång 12 april. Den 24 april enleverade han Maria då hon var på väg från sin son i Stirling Castle till Edinburgh, och förde henne fången till Dunbar Castle, där han påstås ha våldtagit henne. De återvände till Edinburg 6 maj och gifte sig där den 15 maj 1567.  Det påstås att enleveringen och den påstådda våldtäkten endast skulle ha varit en skenmanöver, och att paret i själva verket hade kommit överens om hela förloppet i förväg.

### Avsättning och abdikation

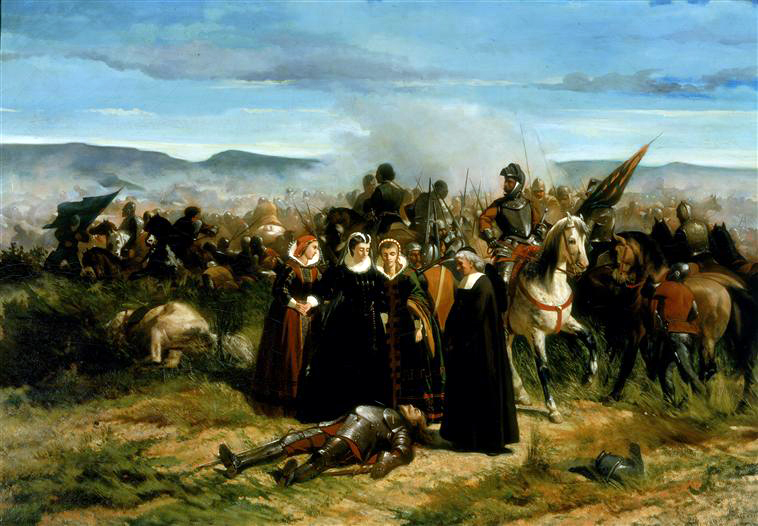
Slaget vid Langside

Maria och Bothwell hade bedömt att deras äktenskap skulle visa sig ha ett stöd bland den skotska adeln. Detta visade sig vara en missbedömning. Den katolska delen av adeln ansåg giftermålet olagligt eftersom de inte erkände protestanten Bothwells skilsmässa från hans förra maka. Både protestanter och katoliker uppfattade det som en skandal att Maria hade gift sig med den man som anklagats för att ha mördat hennes förra make, och därmed som en indikation på att hon varit inblandad i mordet. 
Tjugosex skotska lorder gjorde i protest mot giftermålet uppror mot Maria och samlade ihop en armé. Maria och Bothwell mötte upprorsarmén i Slaget vid Carberry Hill den 15 juni 1567, men förlorade när deras egna trupper övergav dem. Bothwell gavs fri lejd från slagfältet och flydde från Skottland.  Maria fördes som fånge tillbaka till Edinburgh, där hon av åskådarna bland allmänheten mottog glåpord och anklagades för att vara en äktenskapsbrytare och mördare. Följande natt fördes hon till Loch Leven Castle, där hon 24 juli 1567 tvingades abdikera till förmån för sin son, Jakob VI, som besteg tronen under Morays förmynderskap. 
Den 2 maj 1568 rymde Maria ur fängelset med hjälp av ynglingen George Douglas, som var bror till ägaren av Loch Leven Castle, vilket utlöste det Marianska inbördeskriget. I spetsen för en armé av 6000 anhängare mötte hon Morays armé Slaget vid Langside 13 maj, som slutade med hennes nederlag. Besegrad, valde hon att fly över Solway Firth till England för att söka hjälp hos drottning Elisabet.

### Fångenskapen i England

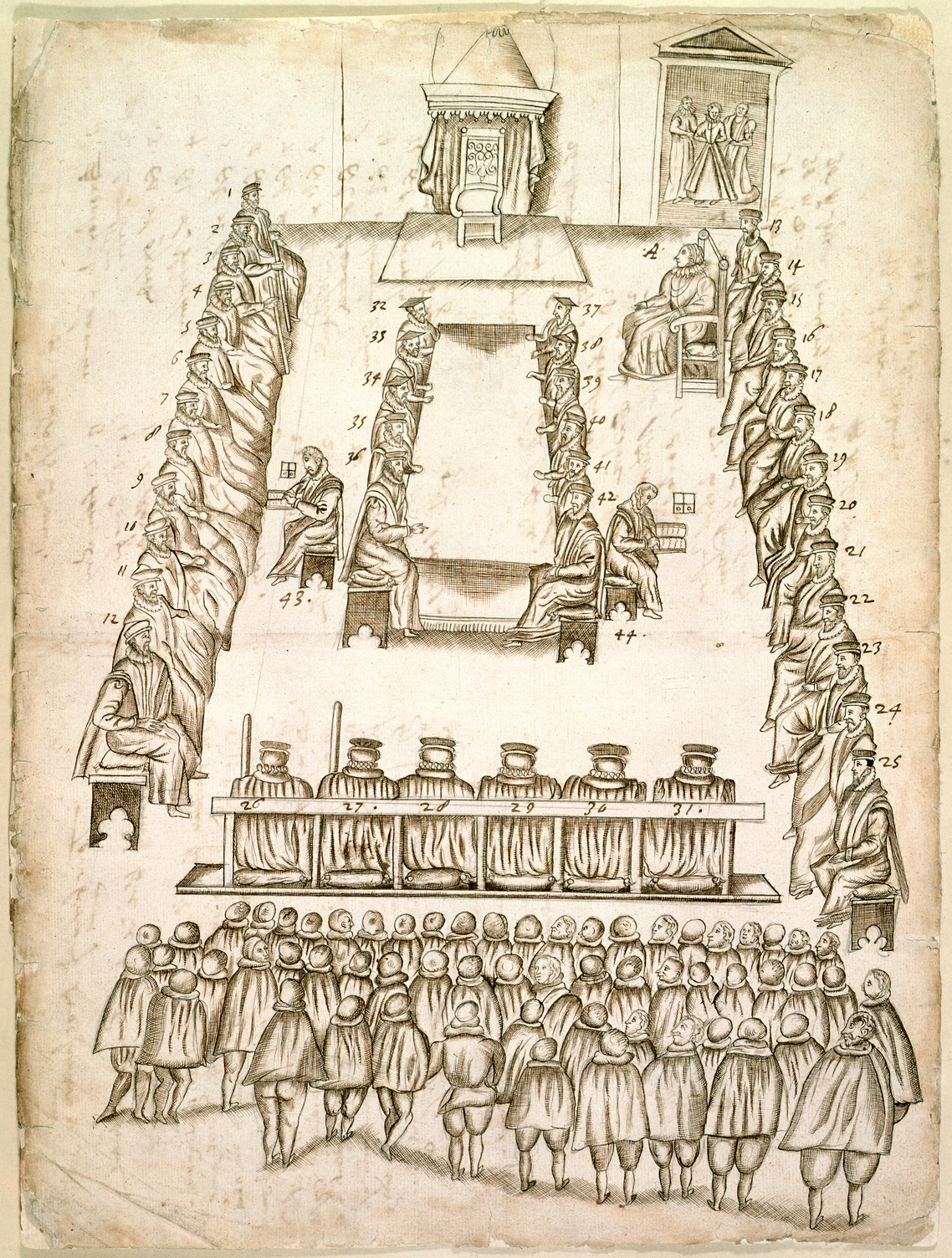
Rättegången

Maria anlände till Workington i Cumberland i England 16 maj, och fördes två dagar senare till skyddshäkte på Carlisle Castle. Maria begärde att Elisabet i egenskap av en annan monark skulle hjälpa henne att återta sin tron i Skottland från upprorsmännen under Moray. Hennes närvaro i England hade dock placerat Elisabet i en besvärlig situation. Maria hade avsatts anklagad för att ha mördat sin make och gift sig med hans mördare. Elisabet ansåg sig inte kunna bidra med någon hjälp förrän skuldfrågan i mordaffären var utredd. 
En utredning om Marias eventuella skuld i Darnleys död ägde rum i England mellan oktober 1568 och januari 1569. Maria närvarade inte vid denna utredning, men kvarhölls i skyddshäkte. Under utredningen användes främst de så kallade kassettbreven. Utredningen avslutades i januari 1569 med att Elisabet förklarade att ingen skuld kunde fastställas åt något håll och skuldfrågan därför var oavgjord i brist på bevis. Elisabet framlade i maj ett förslag för Skottland om att återinstallera Maria på tronen, men denna avslogs av skottarna. Elisabet sände sedan militär hjälp som 1570 slog ned Marias kvarlämnade lojala trupper i Skottland. 
Marias närvaro i England utgjorde ett politiskt hot mot Elisabet. Anledningen var den ständigt aktuella frågan om tronföljden efter Elisabet I. Enligt katolikerna var Maria rättmätig drottning av England, och enligt protestanterna hade hon rätt till tronen efter Elisabet så länge denna var barnlös och var därmed i praktiken hennes tronarvinge. Elisabet bedömde därför att det var nödvändigt att hålla henne fången för att undvika att hon blev en centralfigur för oppositionen och ett hot mot Elisabets regering. Den 26 januari 1569 överfördes Maria till Tutbury Castle och placerades under vårdnad av George Talbot, 6:e earl av Shrewsbury och Bess av Hardwick. Under resten av sitt liv var hon i praktiken en statsfånge under bevakning av Shrewsbury, och tillbringade sin fångenskap på parets egendomar, inkluderande Tutbury, Sheffield Castle, Sheffield Manor Lodge, Wingfield Manor, och Chatsworth House.  
Maria Stuart hade en materiellt sett bekväm fångenskap. Hon levde som gäst hos earlen av Shrewsbury på hans olika slott, försörjd av den generösa inkomst hon fick från Frankrike i egenskap av fransk änkedrottning. Hon var omgiven av lyx och sin egen hovpersonal, som aldrig blev färre än sexton personer och ofta var fler. Däremot tilläts hon sällan vistas utomhus i fruktan för flyktförsök. Hennes hälsa förföll av bristen på motion, och under 1580-talet led hon allt värre av reumatism. Under hela sin tid i England kom hon aldrig att träffa Elisabet, och förvarades alltid i slott som låg långt borta från både Skottland och kusterna. 
Maria blev trots sin fångenskap en symbol för både inhemska och utländska oppositionella, och för attacker mot Elisabets liv och tron.  En lång rad konspirationer gjordes för att störta Elisabet till Marias förmån, bland dem Northern Rebellion (1569), Ridolfisammansvärjningen (1571), Throckmortonsammansvärjningen (1583) och Babingtonsammansvärjningen (1586), där bland andra Filip II av Spanien var inblandad.
År 1584 blev Marias son Jakob myndigförklarad, och Maria inledde förhandlingar med honom och erbjöd både honom och Elisabet försoning. Hon erbjöd sig att avstå från sina anspråk på både Skottlands och Englands troner; att ta avstånd från påvens bannbulla mot Elisabet; att ta avstånd från Frankrike; att godkänna en allmän amnesti och religiös frihet för Skottland, och att frivilligt leva resten av sitt liv i England. I utbyte begärde hon bara att få slippa fri från fångenskapen.  Elisabet litade dock inte på att Maria skulle avstå från komplotter mot hennes tron, och Jakob avvisade även han förslaget och slöt istället förbund med Elisabet.
Maria Stuarts valspråk under fångenskapen var: "In the end is my beginning". Detta har ibland tolkats som syftande på Elisabets död, då hon automatiskt skulle ha släppts fri från fångenskapen och ärvt Englands tron.

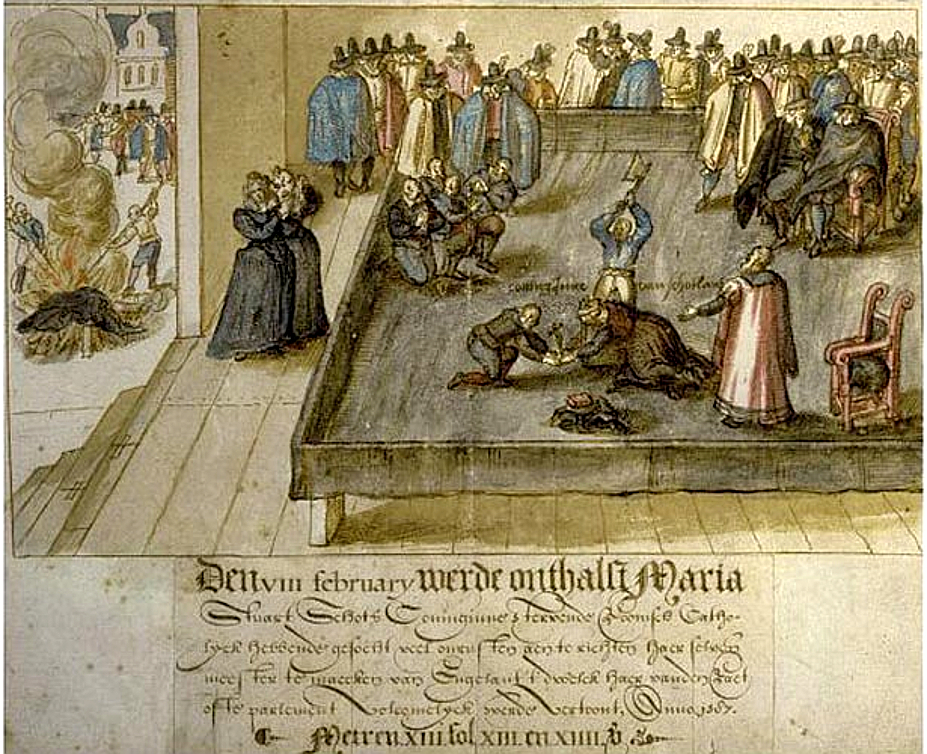
Maria Stuarts avrättning.

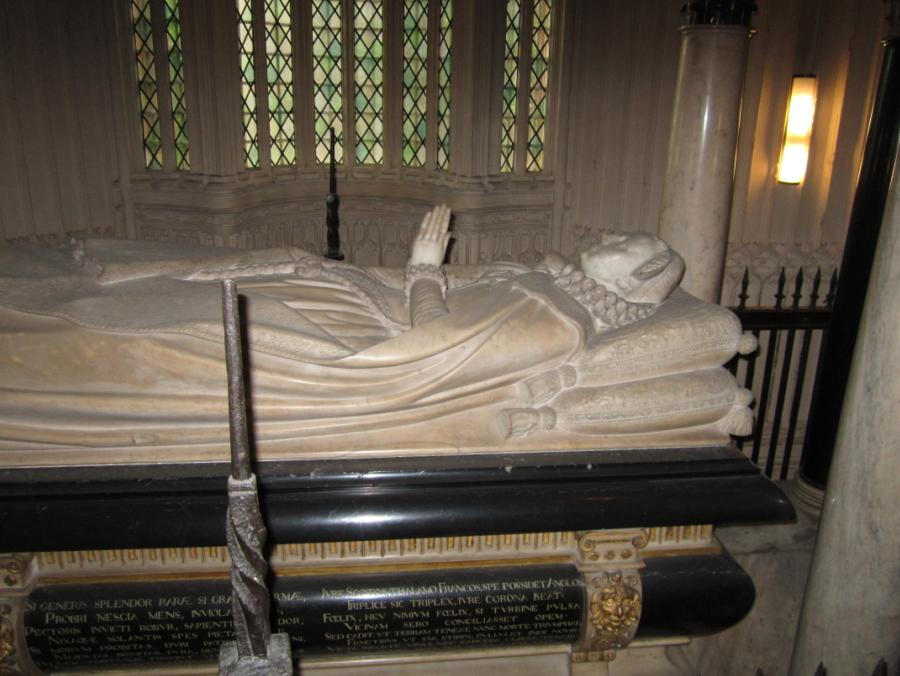
Marias grav i Westminster Abbey.

### Rättegång och död
I februari 1585 blev Marias agent Thomas inblandad i William Parrys attentatsförsök på Elisabet. Maria var själv inte inblandad, men överfördes ändå från Shrewsburys vård till Sir Amias Paulet, som beskrivs som betydligt mer strikt. Den 11 augusti 1586 arresterades Maria åtalad för högförräderi sedan hon inblandats i Babingtonsammansvärjningen. Arresteringen var resultatet av ett framgångsrikt försök av Walsingham att få henne att avslöja sig, då hennes hemliga brevväxling med konspiratörerna varit övervakad utan hennes vetskap. I breven framgick att hon gav sitt bifall till mord på drottning Elisabet. 
Rättegången mot Maria Stuart ägde rum på Fotheringhay Castle i oktober inför en jury på 36 adelsmän. Hon försvarade sig enligt samtida vittnen med mod och skicklighet. Hon påpekade att hon hade fråntagits sina papper och inte getts möjlighet att förbereda sitt försvar, och att hela världen var vittne till rättegången; hon förnekade anklagelsen, men påpekade också att hon i egenskap av utländsk monark inte var en engelsk undersåte, och därför inte kunde dömas för förräderi i England av en engelsk domstol. 
Hon dömdes som skyldig till döden 25 oktober 1586. Elisabet var länge ovillig att verkställa avrättningen, då hon fruktade att avrättningen av en monark skulle innebära ett dåligt prejudikat. Först 1 februari 1587 undertecknade hon slutligen dödsdomen.  
Maria Stuart avrättades genom halshuggning på Fotheringhay slott den 8 februari 1587. Under avrättningen ska hon enligt vittnesmål ha uppfört sig med mod och värdighet och uttryckt glädje över att få dö. Hon avrättades klädd i rött, vilket symboliserade martyrium enligt katolsk symbolik.

## Eftermäle
Maria Stuarts död uppfattades allmänt som orättfärdig i det romersk-katolska Europa, där hon kom att betraktas som martyr, och England attackerades året därpå av den Spanska armadan.
John Knox skrev bland annat The First Blast of the Trumpet Against the Monstruous Regiment of Women som kritik mot Marias regering.
Nedslagskratern Stuart på planeten Venus är uppkallad efter henne.

## Maria Stuart i populärkulturen

### Filmer och serier
- Maria Stuart (film) (1936)
- Maria Stuart – drottning av Skottland (film) (1971)
- Mary Queen of Scots (film) (2018)
- Reign (TV-serie) (2013-2017)
- The Serpent Queen (TV-serie) (2022)

### Böcker
- Maria Stuart (1935) av Stefan Zweig
- Mary, Queen of Scots (1969) av Antonia Fraser[16]
- Den eviga elden (2017) av Ken Follett.

### Ros
Enligt traditionen sägs hon ha tagit med sig en rosenbuske till Skottland och därefter fått denna rosensort uppkallad efter sig. Denna varietet kan dock vara en annan än den som numera kallas Mary Queen of Scots.

## Bildgalleri

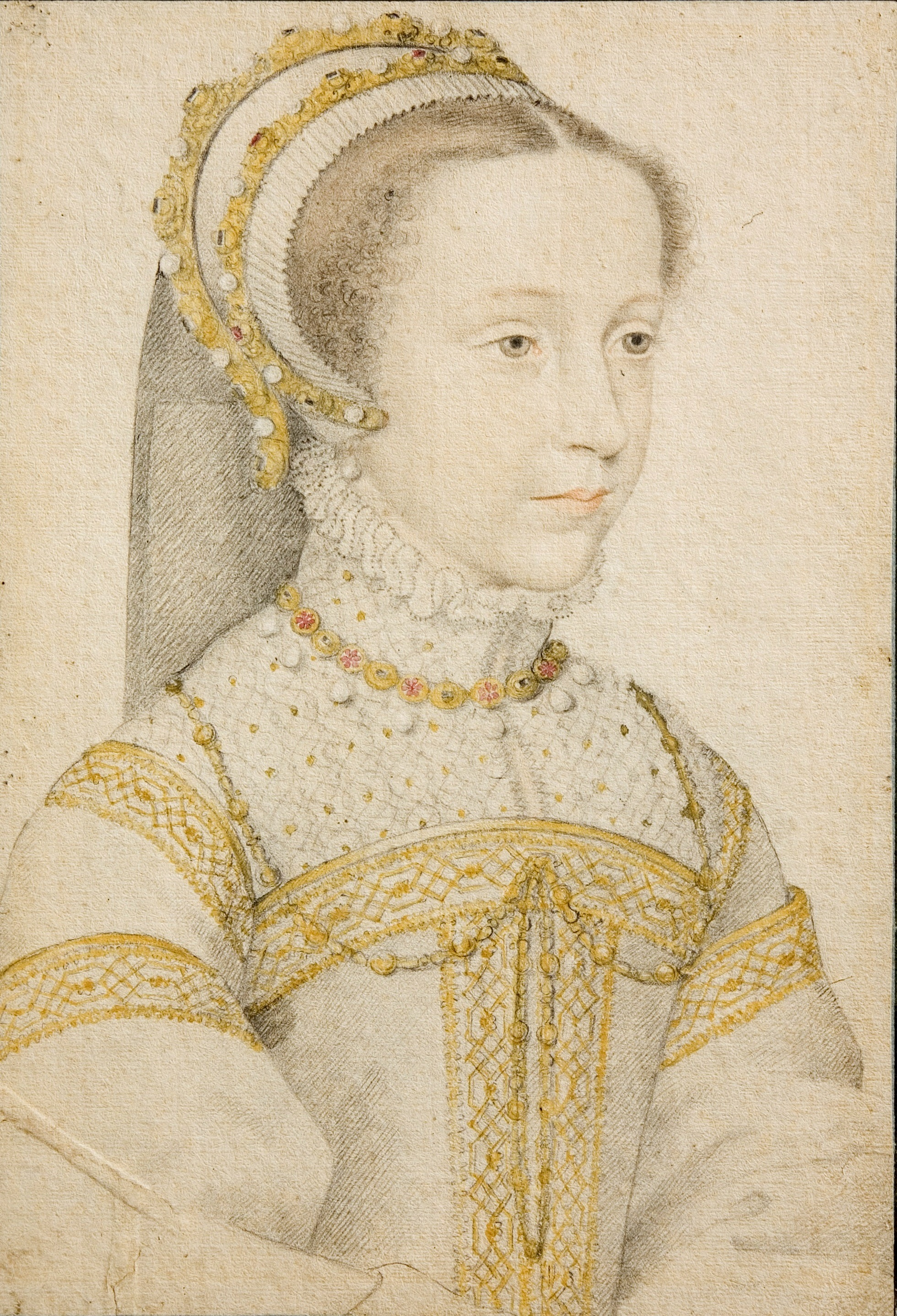
YoungMaryStuart
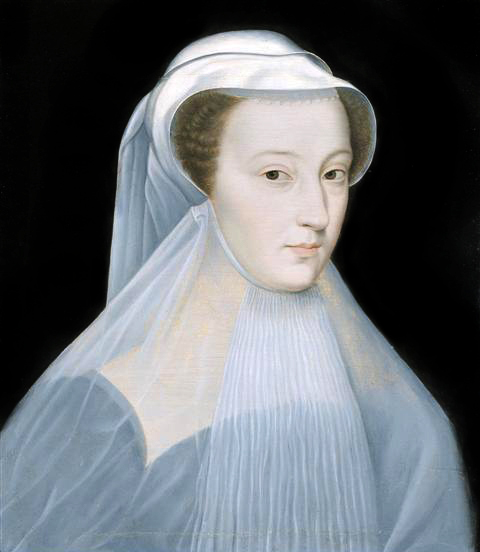
Mary Queen of Scots in mourning
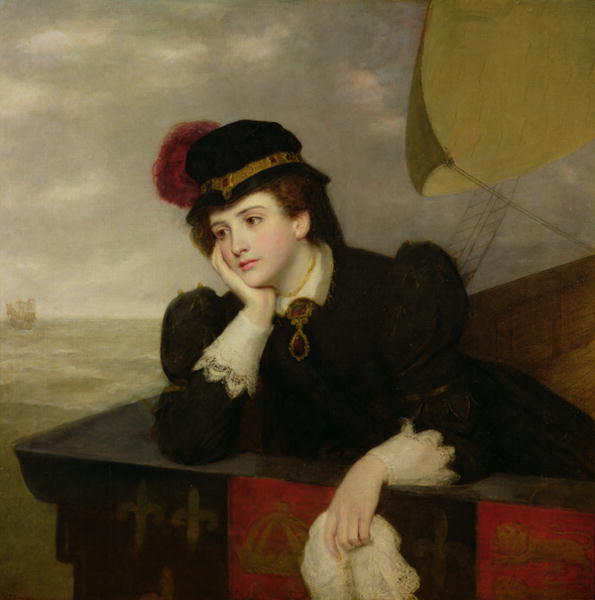
Mary Stuart returning from France, 1561
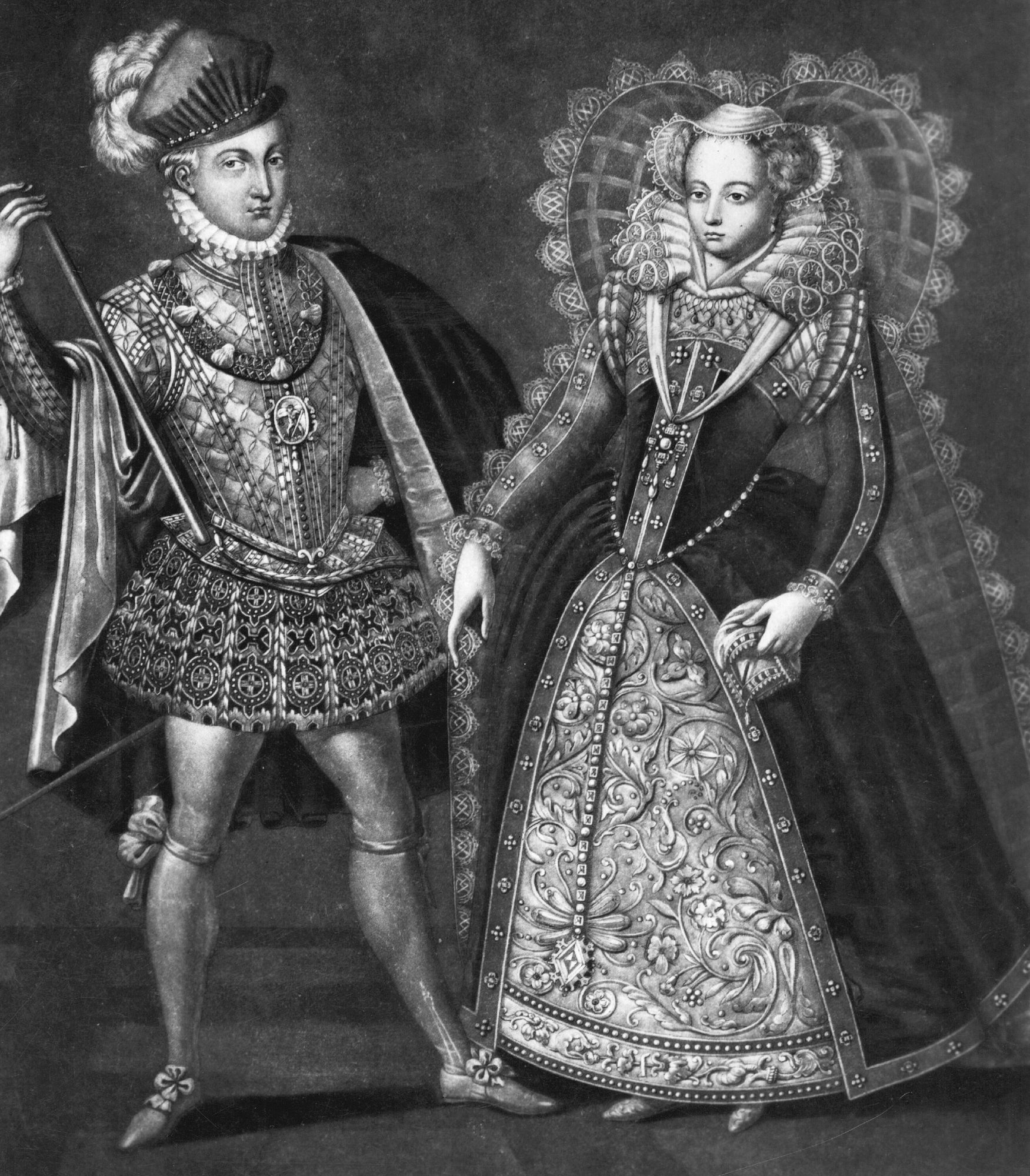
Mary, Queen of Scots with her second husband, Lord Darnley
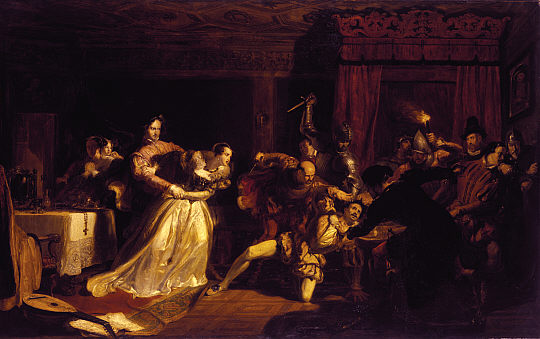
Mordet på David Rizzio